# Fernando Altimani
Fernando Altimani (Milán, 8 de diciembre de 1893 - † Milán, 2 de enero de 1963) fue un atleta italiano especializado en marcha atlética.
Ganó la medalla de bronce en los Juegos Olímpicos de Estocolmo de 1912, en la distancia de 10 km marcha.
Su mejor marca personal en la distancia de los 10 km marcha fue de 44:34,4 conseguida en el año 1913.